# Războiul zulușilor
Războiul zulușilor a fost un conflict purtat de Anglia și de Teritoriile Zuluse în 1879 din estul Africii de Sud. În 1843 Marea Britanie avea două colonii în Africa de Sud: Cape (Cape Town) și Natal (Provincia KwaZulu-Natal). Descoperirea de aur și diamante în anii 1860 au determinat Biroul Colonial condus de Lordul Carnarvon să ia în considerare formarea în tot sudul Africii a unei confederații britanice, ceea ce ar fi implicat anexarea statelor locale independente, cum erau Transvaal și Teritoriile Zuluse. În 1877 Transvaal a fost anexat.

## Desfășurarea războiului
În 1878 s-a găsit pretextul pentru invadarea Teritoriilor Zuluse: existența unei uriașe armate a zulușilor de aproximativ 60.000 de oameni. Regele zulus Cetshwayo (n. c. 1826, Ulundi, d. 8 februarie 1884, Eshowe)  a ignorat un ultimatum de a desființa acea forță și în ianuarie 1879 în Teritoriile Zuluse a intrat o armată britanică. Pe 22 ianuarie englezii au suferit una din cele mai crunte înfrângeri din toate războaiele coloniale, când o coloană de aproximativ 1700 de soldați nepregătiți a fost aproape în întregime măcelărită la Isandhlwana. Mai târziu, în aceeași zi, un detașament de circa 120 de soldați englezi și buri a respins un atac lansat de câteva mii de zuluși la misiunea de la Rorke's Drift, cu pierderi minime de vieți. Apărarea eroică s-a soldat cu decernarea a 11 decorații Crucea Victoria - un record pentru o singură luptă. Englezii au făcut o pauză pentru a-și consolida forțele, apoi au atacat din nou în martie și i-au învins pe zuluși, incendiind capitala Ulundi. Cetshwayo a fost capturat și dus la Cape Town, apoi la Londra pentru a-și pleda cauza. Instalat într-o casă din Kensington, a fost plimbat prin capitală în mai multe ocazii și a luat prânzul cu regina. Teritoriile Zuluse au fost anexate în 1887, și au devenit parte din statul Natal în 1897.